# アダムズ＝オニス条約
アダムズ=オニス条約（アダムズ=オニスじょうやく、Adams–Onís Treaty）は、1819年2月22日に署名されたアメリカ合衆国とスペインの２国間の条約。それまでスペイン領であったフロリダ地域の米国への割譲と、現在のテキサス州東部の米国とスペイン領の国境線の画定が主たる内容である。
大陸横断条約 (Transcontinental Treaty)、フロリダ購入 (Purchase of Florida) 、フロリダ条約 (Florida Treaty)  などとも呼ばれる。
この条約により、かねてからの米西間における国境紛争は解決を見たが、総合的には米国外交の勝利だと考えられている。

## 概要
この条約締結交渉は、北米大陸においてスペインが国境を接する米国、および依然として米国独立の余波にある英国と間の緊張が高まっており、またラテンアメリカのあちこちでは独立戦争が勃発しているという時期に行われた。
フロリダに関して、スペインは、もはや植民者や軍隊を送り込むといった領土維持政策を行うことができない状態であり、むしろ重荷となっていた。
このためスペイン政府は、この条約締結の機会にフロリダを手放し、その代わりにスペイン領テハス（現在のテキサス州付近）のサビーン川沿いの境界紛争を解決できればよいと考えた。
この条約により米国は、フロリダのスペイン領土内でスペイン政府から土地の払い下げを受けて居住している米国国籍を持つ人々への権利補償として最大500万ドルを支払い、また、ルイジアナ購入により米国に帰属すると訴え続けてきたスペイン領テハス（テキサス）のサビーン川西岸地域での領土主張を取り下げた代わりに、メキシコ湾岸からロッキー山脈を越えて太平洋岸に達する長大な国境線を画定させることができた。

## 歴史
条約はジェームズ・モンロー米国大統領下の国務長官ジョン・クィンシー・アダムズと、スペイン国王フェルナンド7世 下の外務大臣ルイス・デ・オニスによって交渉が行われた。

### スペインの領土
スペインは長い間米国からのフロリダ購入の申し入れを拒否し続けてきたが、1818年になり、フロリダを割譲することが得策だと考えられるような状況となっていた。スペインは半島戦争で疲弊状態となっており植民地でのプレゼンスと信用を再構築する必要にも迫られていた。中南米の革命家たちは独立を主張するようになっていた。米国からの移民者が多数を占めるフロリダに関して、スペインには更なる投資を行う意思はなく、むしろスペイン領（現在のメキシコ、中米その他を含む広大な地域）と米国の国境線の心配が先に立った。スペインの弱体な軍隊では、周期的に越境して米国領に侵入し、村や農場を襲撃するセミノールインディアンを抑止することもできない状態だった。
1819年時点で、スペインはアメリカ大陸における領土を失いつつあり、西部にも反乱のうわさがあったため、交渉に席につかざるを得ない状況となっていた。ジョージア州内の逃亡黒人奴隷、アウトロー、インディアンなどを相手に戦った第一次セミノール戦争で、米国のアンドリュー・ジャクソン将軍は敵を追って当時スペイン領であったフロリダに進軍した。さらにジャクソンは、米国領へのセミノールインディアンによる越境襲撃に、フロリダ自体が手を貸していると考えられる根拠があるとして、「ネグロ砦」をはじめとするスペインの砦を攻撃して接収した。
東フロリダを本拠とするセミノールインディアンがジョージアの開拓者らを襲撃することを止めさせることと、逃亡奴隷の避難場所を提供することを理由として、米国陸軍は頻繁にスペイン領内に侵攻するようになった。アンドリュー・ジャクソンが指揮を執り戦った第一次セミノール戦争と呼ばれる一連の戦闘もその一環であり、これによりアメリカ合衆国は東フロリダを制圧下に置く事に成功していた。国務長官であるジョン・クインシー・アダムズは「フロリダはもはや見捨てられて、合衆国のあらゆる敵から占領される危機に瀕した状態にあるので、我々がコントロールする必要がある」と述べた。スペインは英国に仲介を依頼したが断られた。当時の大統領であるジェームズ・モンローの閣僚の何人かは、フロリダに勝手に侵攻したジャクソンの即時更迭を主張したが、アダムズはジャクソンの成功が米国の外交にとっては好ましいものであることが分かっていた。交渉は容易に進んだ。

### ルイジアナ
1803年のルイジアナ購入に際しての米西間の国境については、両国ともに合意をしていなかった。スペインはミシシッピ川の西岸およびニューオーリンズ市はスペイン領であると考えていた。米国は当初、購入した土地はロッキー山脈の稜線に達するものであると主張した。その後、サビーン川を国境としてもよいと譲歩したが、スペインはあくまでアロヨ・オンド（カルカシュー川）が国境であるとして譲らなかった。この二つの河川に挟まれた地域はルイジアナ中立地と呼ばれた。

### 条約の詳細
条約は1819年2月22日、ワシントンでアダムズとオニスにより署名された。批准は、米国が南米において勃発している革命に対して外交的に助力してくれることを長引かせることを目的としてスペインが批准せず、2年遅れた。米国上院は条約署名直後に全会一致で批准していたが、スペインが時間稼ぎを行ったので、改めてもう一度批准をする必要があり、この時は反対者が出た。ヘンリー・クレイをはじめとする西部のスポークスマンらは、スペインに対してテキサスも諦めさせるべきであると主張したが上院で否決された。1821年の2月19日に2度目の批准が可決され、その3日後の2月22日に批准書が交換され正式に条約が交付された。署名から2年経過していた。
1821年7月10日、セントオーガスティンに替わりに任命されたドン・ホセ・コッピンガーにより、東フロリダのすべての引き渡しが行われた。
東フロリダの譲渡、西フロリダのうち米国が占領し紛争となっている部分の放棄、スペイン領メキシコとの境界線の画定によるテキサスがメキシコ領であることの明確化により、ルイジアナ購入の際に不明瞭のままにされた国境の画定により、米国の膨張政策の初期段階は終わった。
米国はスペインからのフロリダ割譲に対しては金銭の支払いをしていないが、当該地に居住する米国人によるスペイン政府に対する法的金銭要求を肩代わりする名目で最大500万ドルの支払いを行うことを約束した。1795年に米西間で結ばれたピンクニー条約は効力があり、スペイン産の物品をフロリダ港を通じて輸入する際には特恵的関税措置を受ける事ができた。
スペイン領フロリダ（1763年から1783年まで英領西フロリダおよび東フロリダ）は米国のものとなった。米国はテキサスのサビーン川西岸およびその他のスペイン領に対する領土主張を放棄した。
この条約は大まかには、米国がフロリダとルイジアナを得て、それ以西のテキサスからカリフォルニア領土をスペインが得たと言えるが、実際には詳細な国境線が画定された。新しい国境線はメキシコ湾からサビーン川、サビーン川と北緯32度線の交差点からはレッド川に達するまで直線で真北に、そこからはレッド川が西経100度線との交差点まで国境線となる。ここから西経100度線を直線で北上、アーカンザス川と交差する点からはアーカンザス川自体がその水源地まで国境で、そこから真北に北緯42度線にぶつかる点までは直線、さらにこの42度線を真西に直進し太平洋に至るものであった。条約締結時には、アーカンソー川の水源は北緯42度線付近であろうと考えられていたが実際には誰も知らなかった。1840年代になってジョン・C・フレモントが、水源地を北緯42度線より数百マイル南側だと特定したため、この水源地から真北に直線で結ぶ線を国境とした。このためこの国境線は非公式には「階段状境界線 (Step boundary)」と呼ばれる。

### オレゴン
オレゴン・カントリーに対するスペインの領土主張は、1493年に教皇勅書で北アメリカの西海岸を植民地とする権利がスペインに与えられたこと、および1513年に探検家バスコ・ヌーニェス・デ・バルボアが “South Sea”（「南の海」、太平洋の意）を発見し、それに接続する土地についてスペインが領有宣言をしたこと、の二つが根拠となっていた。この250年以上にわたって続く領土主張を補強するため、18世紀後半になりスペインは現在のカナダ ブリティッシュコロンビア州に軍隊の駐屯所と交易所を設け、さらにアラスカでも主権行為を行っていた。このおかげでアダムズ=オニス条約により、米国はスペインから北緯42度線以北のオレゴン・カントリーを取得した。
米国にとってこの条約（および1818年に英国と結んだオレゴン・カントリーの共同統治の合意）は、領土がミシシッピから太平洋にかけて広がったことを意味した。スペインから見れば、テキサスを維持できた事とカリフォルニアとニューメキシコの植民地が米国領土との緩衝地帯となることを意味した。歴史家はこの条約について、米国が太平洋を経由して東洋諸国との交易を開始するというアダムズの展望を現実のものとしたことは、米国にとって大きな収穫だと考えている。

## 履行
米国政府は1821年から1824年の間、委員会を設置して米国人によるスペイン政府への権利要求の調査・処理を行った。委員会設置前から、ダニエル・ウェブスター、ウィリアム・ワートを含む多数の有名な法律家が代理請求を行った。期間中、委員会は1,859件の訴えを処理し、720件以上の略奪事案を特定した。500万ドルはおおむね公平に分配された。この条約によってスペイン（1821年以降はメキシコ）との間の緊張が緩和され、これにより議会では陸軍の予算削減が実施された。陸軍長官ジョン・カルフーンによって提出された陸軍の近代化予算要求は否決された。
テキサスとオクラホマの部分の国境線が19世紀まで不正確のままになったが、両国とも概ね条約を順守した。1848年、メキシコとのグアダルーペ・イダルゴ条約により米国はその領土を更に拡大させた。

## その後の展開
条約の批准はスペインが1820年、米国は1821年（この間スペインとメキシコの間で独立戦争が開戦された）に行われた。スペインは1821年8月24日のコルドバ条約に於いて最終的にメキシコの独立を認めた。メキシコはアダムズ=オニス条約においては当事者ではないが、1831年に米墨間の1828年リミッツ条約によりこの国境線を追認した。
1830年代中ごろ、米国は、メキシコが自国に有利になるように、サビーン川とネチェズ川を地図上で入替えて国境線を動かしたと証明した。この結果、テキサスの東側国境線は1836年のテキサス共和国成立まで不確定状態のままとなった。米墨戦争の講和条約であるグアダルーペ・イダルゴ条約で決着がつくまで続いた。グアダルーペ・イダルゴ条約でメキシコはアルタ・カリフォルニアと今日米国南西部と呼ばれている領土（1854年ガズデン購入による領土を除く）を割譲することになった。
もう一つの境界線問題はテキサスが米国の一州となった後に生じた。条約ではフランスが主張する北限とスペインが主張する南限はリオロッホデナケテシュ川（レッド川）であり、これが西経100度の子午線まで続くものだった。これはジョン・メリッシュの1818年の地図にも記されていた。ところがメリッシュ地図の100度子午線は実際のそれより90マイルほど東にずれており、またレッド川は100度子午線に達する50マイル東で二股に分かれていた。テキサスは二股の北側が境界だと主張し、米国は二股の南側だと主張した。1860年にテキサスはこの二股に挟まれた部分をグリア郡 (Greer County) と命名して起立させた。この論争は1896年になって合衆国最高裁判所の判決で米国政府の主張が支持され、オクラホマ準州に編入されることになるまで続いた。